# Bobrowniki Odrzańskie
Bobrowniki Odrzańskie – zamknięty przystanek kolejowy położony we wsi Bobrowniki w woj. lubuskim, w powiecie nowosolskim, w gminie Otyń.